# Mindre spindeljägare
Mindre spindeljägare (Arachnothera longirostra) är en fågel i familjen solfåglar inom ordningen tättingar.

## Utseende
Mindre spindeljägare är en 13,5–16 cm spindeljägare med mycket lång, nedåtböjd näbb. Fjäderdräkten är ostreckat olivfärgad ovan, gulaktig under med vit strupe. Liknande palawanspindeljägaren, av vissa behandlad som underart, skiljer sig genom kortare och mörkare näbb, längre stjärt, mörk tygel, tydligt mustaschstreck, tydlig gul ögonring, ljusgrå på hela undersidan och tydliga gula kanter på armpennorna. Även orangetofsad spindeljägare är lik, men är mindre, har också ljusgrå undersida och, som namnet avslöjar, orangefärgade tofsar på bröstsidorna.

## Utbredning och systematik
Mindre spindeljägare delas in i nio underarter med följande utbredning:
- Arachnothera longirostra longirostra – sydvästra Indien samt Nepal till Assam, västra Yunnan, Myanmar och västra Thailand
- Arachnothera longirostra sordida – sydvästra Kina (sydöstra Yunnan) till nordöstra Thailand och norra Indokina
- Arachnothera longirostra pallida – sydöstra Thailand och centrala Indokina
- Arachnothera longirostra cinireicollis (syn. cinereicollis[8]) – södra Thailand (söder om Kranäset), Malackahalvön och Sumatra
- Arachnothera longirostra niasensis – Nias (utanför västra Sumatra)
- Arachnothera longirostra prillwitzi – Java
- Arachnothera longirostra buettikoferi– Borneo
- Arachnothera longirostra atita – södra Natunaöarna (Sydkinesiska havet)
- Arachnothera longirostra rothschildi – norra Natunaöarna (Sydkinesiska havet)

Ofta urskiljs även underarten zarhina med utbredning i Banyaköarna utanför västra Sumatra.
Vissa inkluderar palawanspindeljägare (Arachnothera dilutior) i arten och tidigare behandlades även orangetofsad spindeljägare (Arachnothera longirostra) som en del av mindre spindeljägaren.

## Status och hot
Arten har ett stort utbredningsområde och en stor population med stabil utveckling och tros inte vara utsatt för något substantiellt hot. Utifrån dessa kriterier kategoriserar internationella naturvårdsunionen IUCN arten som livskraftig (LC).

## Läten och bilder

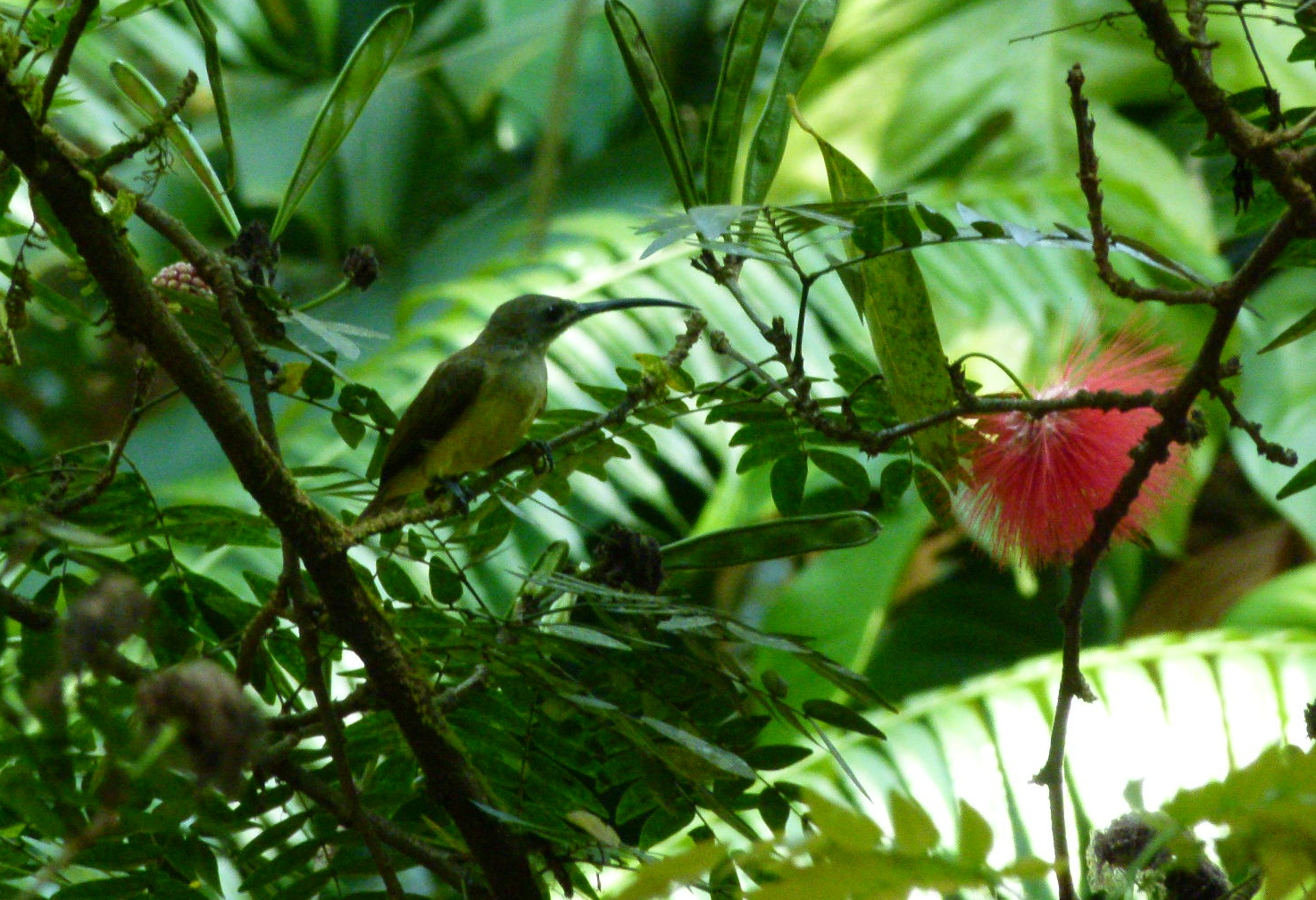

- Läten
- Sång